# Gilbert Cardon
Pour les articles homonymes, voir Cardon (homonymie).
Gilbert Cardon, né à Évregnies le 3 juin 1937 et mort à Mouscron en Belgique le 13 novembre 2020, a fondé, avec sa femme Josine, née Joséphine Marchal, l’association d'éducation populaire "Les Fraternités Ouvrières" à Mouscron. Il est un des pionniers de l'agroécologie et de la permaculture.
Cultivateur autodidacte, il a commencé son jardin pour des raisons économiques dans les années 70. A force d’observation, d’expérimentation, d’aversion pour les méthodes non naturelles et onéreuses, de recherche d’information et de documentation, il a créé un jardin-forêt en ville, qui fait référence en permaculture. Il est également l’instigateur d’activités connexes de formation, d'entraide et de partage ; la grainothèque en est le meilleur exemple.

## Biographie
Sa vie, partagée avec Josine, s’est inscrite dans des principes de solidarité, d’entraide et d’éducation populaire. Il se forme  à la jeunesse ouvrière chrétienne (JOC), dont il devient un permanent. En 1958, via la section internationale de la JOC, Gilbert part en Amérique latine ou il rencontre sa femme. De retour en Belgique, ils viennent s’installer à Mouscron, ville frontalière avec Tourcoing et Roubaix en France. Ses années de travail comme ouvrier mécanicien dans des usines de la région ont été marquées par du militantisme syndical et politique, en particulier au Parti du travail de Belgique. 
Dans les années 1970, Gilbert et Josine Cardon sont victimes comme des milliers de foyers, de la crise de l’emploi industriel qui sévit dans la région Nord-Ouest de la Belgique. Se retrouvant sans emploi, le couple âgé de la quarantaine se met à cultiver le jardin de leur maison de Mouscron, activité qui devient vite une passion. Les méthodes, sans intrant chimique, qu’ils développent sont véritablement avant-gardistes, car personne ne parlait encore de permaculture. « Je faisais déjà de la permaculture avant même d’en connaître le mot », se plaisait-il à dire. En presque 50 ans, ils ont créé un jardin-forêt avec des milliers de variétés d’arbres fruitiers et de légumes.
Dans ce contexte économique difficile, Gilbert et Josine créent en 1969 les Fraternités Ouvrières à Mouscron, une association d’éducation permanente destinée à un public peu favorisé. Très vite, parmi les activités proposées, le jardinage a pris le dessus. Des membres de l’association créent alors le groupe de jardinage biologique des Fraternités Ouvrières en 1978, dont Gilbert devient l’animateur. Il donne de nombreux cours de jardinage, en prônant une alimentation saine et durable et en transmettant ses convictions avec humour et chaleur. Pour lui « le fondement de la permaculture est le partage, avec les gens avant tout, et avec la nature, les vers de terre et les oiseaux. Quand les gens me disent ne pas vouloir planter de cerisier parce que les oiseaux vont tout manger, je leur réponds d’en mettre un deuxième ! ».
En 2013, Benjamin Hennot réalise un film documentaires titré La jungle étroite, dont Gilbert Cardon est le personnage central. En 2017, Luc Dechamps réalise un court métrage Les semeurs de Vie, qui le met en scène, ainsi que sa femme.

## Le jardin-forêt
Le jardin de Gilbert et Josine Cardon est un jardin-forêt, ou plutôt un potager-forêt. Enclavé au cœur d’une cité ouvrière, c’est une véritable jungle urbaine de plus de 2 000 arbres et arbustes fruitiers sur un espace de 1 800 m2, soit plus d'un arbre par mètre carré. Dans cette végétation luxuriante, on ne distingue plus les pommiers, des poiriers, et les châtaigniers, des noyers. On y trouve aussi 6 000 variétés de légumes et de plantes sauvages comestibles et médicinales en pleine ville. Le jardin est derrière leur domicile, à dix minutes à pied de la gare de Mouscron. La maison est organisée pour accueillir les membres et visiteurs de l’association.

### Description du jardin
Le jardin est structuré en un réseau compliqué de sentiers, faisant penser à un labyrinthe. Des rangées d’arbres fruitiers, pommiers, poiriers, pruniers, intercalés par des buissons à petits fruits, groseilliers, casseilliers et autres myrtilliers, entourent des bandes de cultures saisonnières. Les vignes et les ronces-mûriers palissent la clôture ou passent au-dessus des sentiers ou des clairières, en formant des arches. La plantation très serrée des arbres évite qu’ils ne se développent en tronc et en branches.
Le microclimat du jardin est proche de celui d’une forêt. Les haies d’arbres et d’arbustes sont situées sur les trois côtés du jardin et la multitude d'arbustes à petits fruits renforce le maillage au niveau du sol. Seuls les arbres situés au nord ne sont pas taillés pour protéger des frimas le microclimat du jardin. Le houppier des fruitiers et la masse des arbustes agissent à la fois comme tremplin et barrière, empêchant les vents de pénétrer. L'ensemble crée un microclimat particulier, tout à fait différencié du climat régional. L’hiver, le maillage végétal protège le jardin des vents frais et du gel. Ainsi, sous cette latitude peu propice, une quarantaine de figuiers et un bananier ont pu se développer. La température est généralement plus élevée de 3 à 5°C par rapport à la température ambiante. L’été au contraire, l’atmosphère du jardin est légèrement plus fraîche, et surtout plus humide. Le sol est protégé, il subit moins l’évaporation et l’action desséchante des vents.
Toutes les plantations sont soigneusement référencées. Le jardin contient 2 000 arbres fruitiers de 1 300 variétés différentes, dont 395 pommiers de 312 variétés, 242 poiriers de 160 variétés, 81 pruniers de 69 variétés, 68 cerisiers de 59 variétés, 127 plants de vignes de 82 variétés, 35 actinidia (kiwi) de 16 variétés, 41 figuiers de 35 variétés, 50 variétés de framboisiers, 70 ronces fruitières de 31 variétés, 98 groseilliers rouges de 26 variétés, 82 agrumes. On y trouve aussi des milliers de variétés de plantes potagères, médicinales, aromatiques et sauvages comestibles.

### Techniques culturales
Avant même que la technique ne soit théorisée, les grands principes de la permaculture y ont été mis au point depuis les années 70. Il s’agit de travailler avec la nature et non contre elle. Pas de labour, ni d’enfouissement de matières, aucun arrosage, sauf pour les serres couvertes, aucun intrant ou traitement chimique, les fruitiers sont taillés en vert l’été et tous les déchets de tailles retournent au sol, les semis sont faits en serre froide et le sol est autant que possible couvert en permanence. Ce jardin ne suit aucun plan de rotation, par contre l’emplacement des plantations est réalisé par une méthode d’essai-erreur. Même en période de sécheresse, le jardin ne reçoit aucun arrosage.
Le sol n'est jamais bêché, ni retourné. Il est éventuellement griffé en surface, avec une sorte de râteau bricolé, dont le manche a été raccourci, « c’est moins lourd ! », ainsi que les dents pour qu’elles ne s’enfoncent pas trop profondément dans le sol. L’outil passe facilement entre les lignes de cultures et permet au jardinier de nettoyer les bandes des herbes indésirables d’un geste simple et rapide. Lors du désherbage, les herbes sont laissées sur place et protègent et enrichissent la terre.
Des petites serres accueillent de nombreux bacs de semis étiquetés, dans l’attente d’un repiquage au jardin. Presque toutes les variétés annuelles sont repiquées, y compris les plants de pommes de terre et les carottes. Les plantes commencent ainsi leur développement et dès qu’une place se libère sur les bandes, une variété viendra immédiatement l’occuper. Une serre est consacrée aux nouveaux essais, avec des bacs de semis aux noms originaux (épinard fraise, plantain corne de cerf, haricot orteil de prêcheur,…).
Une mare accueille grenouilles et crapauds, grands dévoreurs d'insectes. Par ailleurs, des points d’eau réalisés avec des barils ou des tonneaux, servent d’abreuvoir pour les oiseaux et permettent d’arroser les semis dans les serres. Au fond du jardin, un coin reste sauvage pour laisser place à la nature.

## Galerie Photos

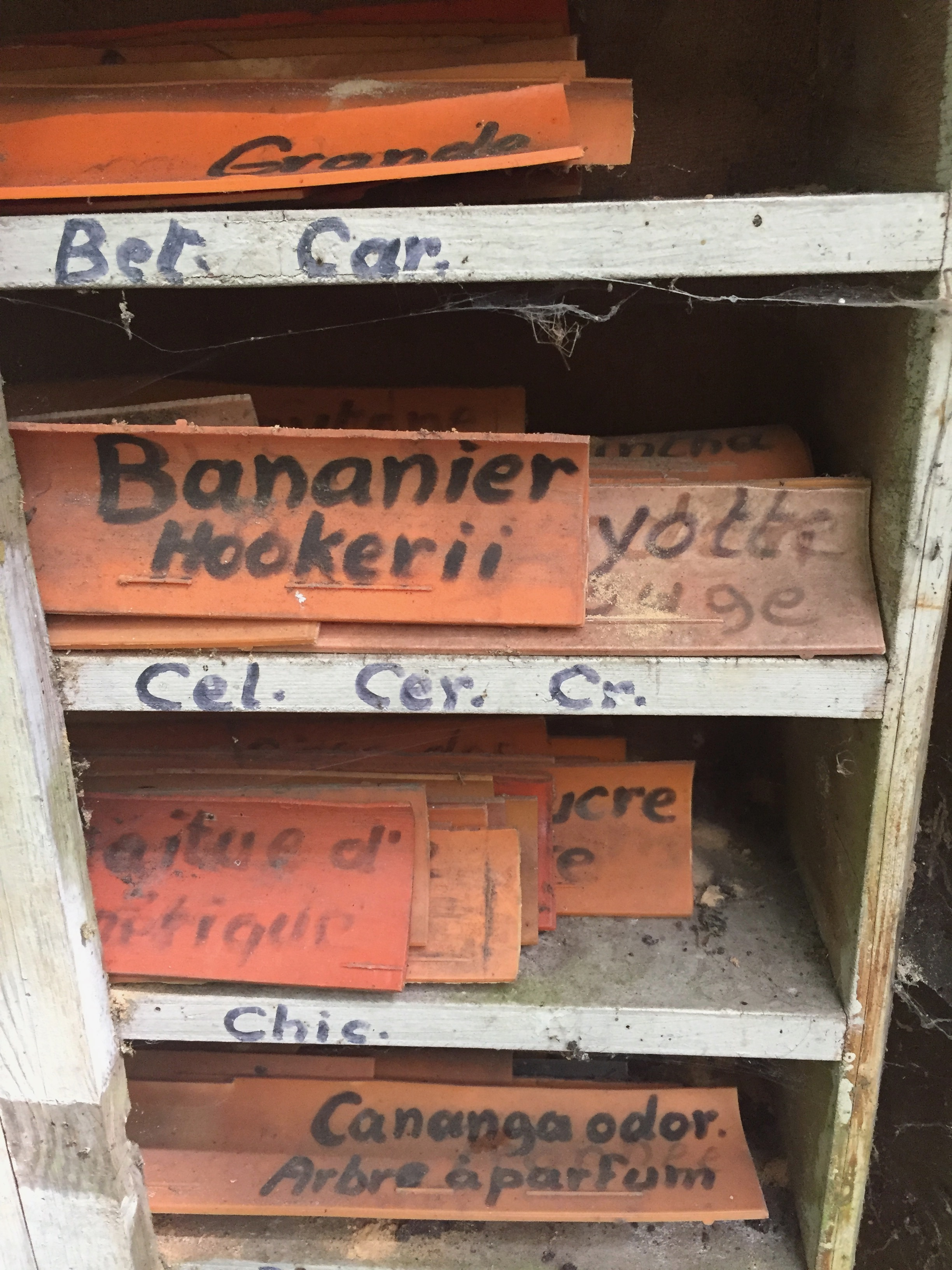
Etiquettes des semis
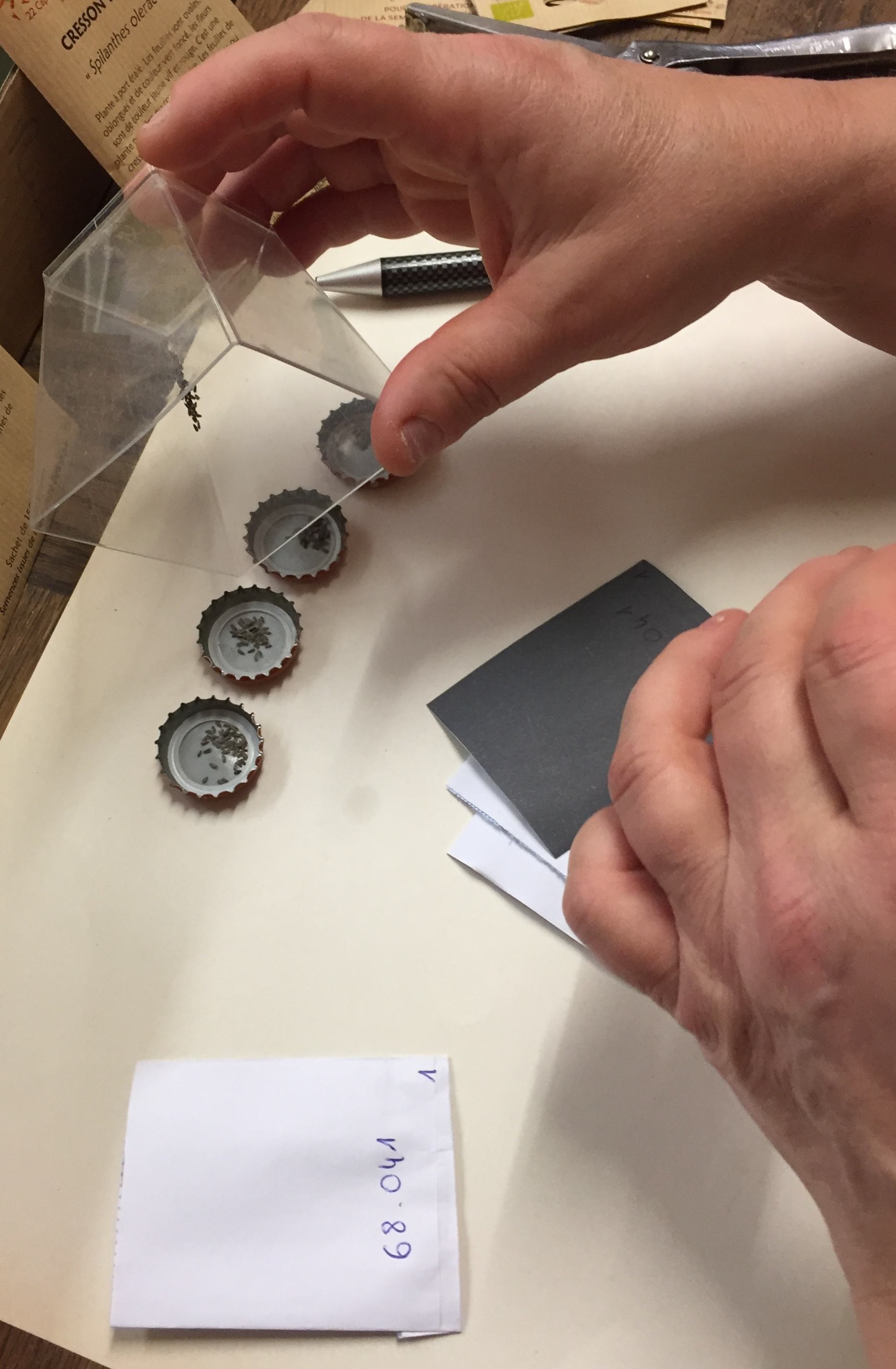
Répartition de graines dans des sachets
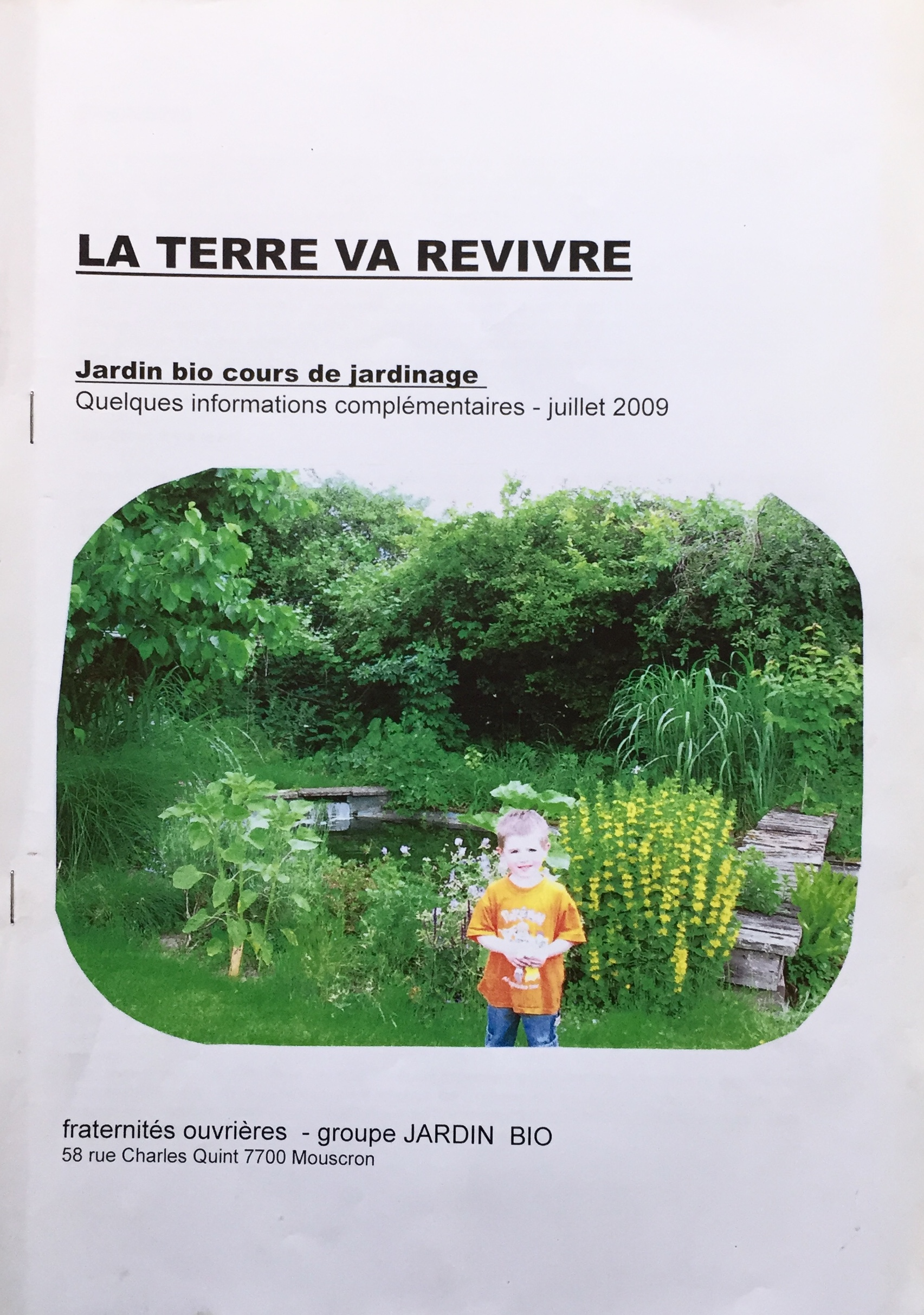
Cours de jardinage
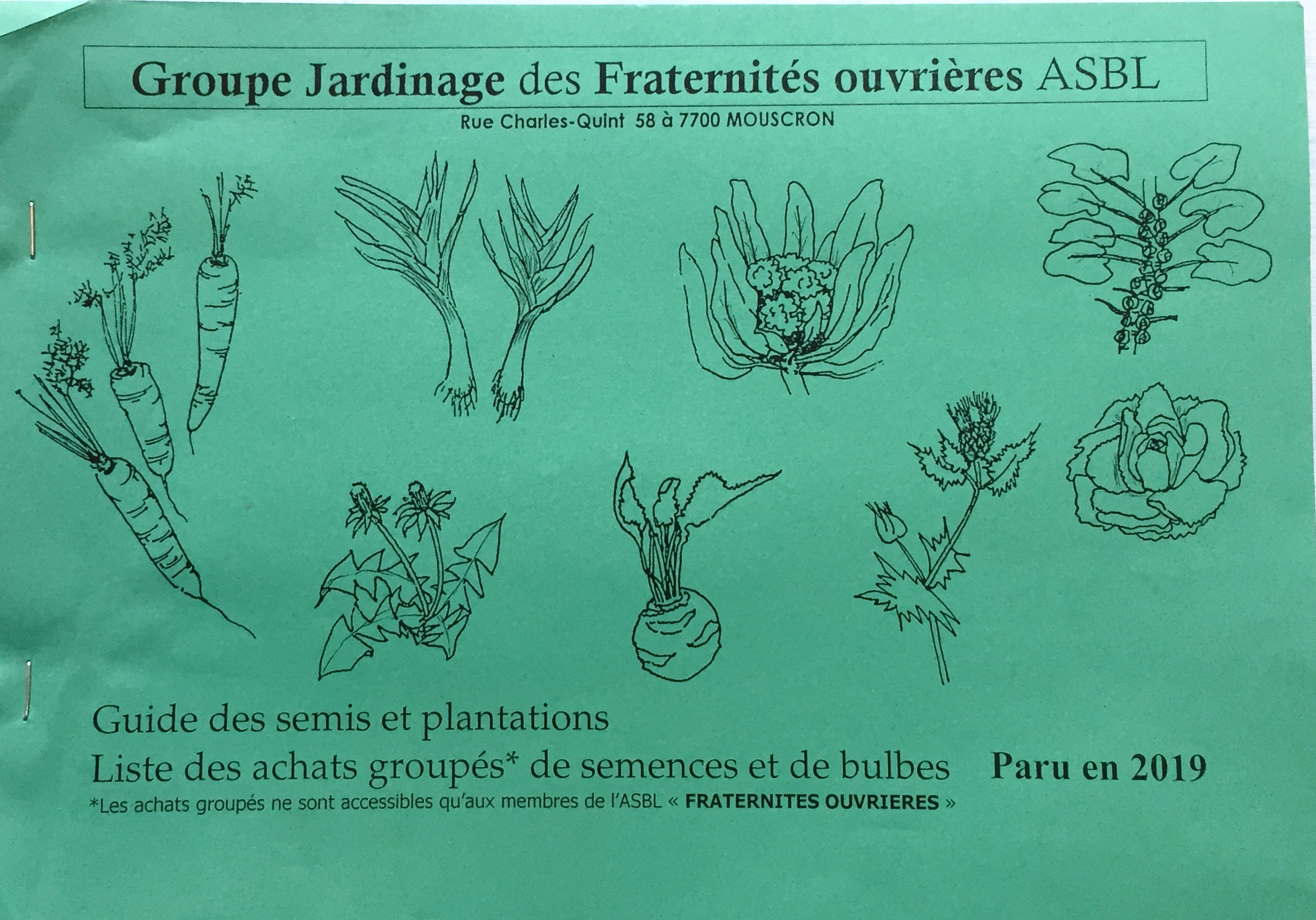
Catalogue des achats groupés

## Les Fraternités Ouvrières de Mouscron
Les Fraternités Ouvrières :  jardinage en permaculture  est un mouvement d’éducation populaire permanente. Depuis 1978, un groupe jardinage s’est constitué pour étudier et pratiquer des méthodes biologiques. Le but est de favoriser l’accession de tout un chacun à une nourriture saine et diversifiée, en proposant notamment des cours de jardinage et l'acquisition de graines. Les activités de l’association, qui se déroulent au domicile de Gilbert Cardon, sont gratuites grâce au travail des bénévoles. Pour y participer il suffit d’être membre de l'association, moyennant une très modique cotisation annuelle. L’association compte plus de  3 000 adhérents en 2019.

### La grainothèque et les achats groupés
La grainothèque, installée dans la salle de réunion de l'association, possède plus de 6 000 variétés de légumes et de fleurs. Les quatre murs sont recouverts du sol au plafond par des étagères remplies de boites contenant les sachets de graines soigneusement rangés et numérotés. On y trouve des variétés de plantes rustiques, anciennes, parfois oubliées, des variétés régionales, résistantes, adaptées, exclues du marché. Les graines proviennent de groupes de sauvegarde ou bien de marchands de graines à travers l’Europe et le Monde.
Pour assurer un accès peu onéreux aux différentes variétés de graines, les membres de l'association, ont mis en place un système d’achat groupé. Les graines sont achetées en quantité et le suivi annuel des commandes est rigoureux. Durant deux mois en janvier et février, les bénévoles répartissent les graines dans des sachets (17 000 réalisés en 2017). Les graines sont réparties, de telle manière que chaque sachet coûte entre 25 centimes et 1 euro, ainsi des sachets peuvent contenir 3 graines ou des centaines, selon le coût initial. La répartition est réalisée par pesée, comptage ou avec des unités imaginatives comme les capsules de cannettes de bière. Aucun envoi n’est fait, il faut venir sur place et être adhérent pour se procurer les graines.
Toutes les graines, semences et bulbes sont listés dans un polycopié, réédité tous les ans. Chaque graine est présentée par ordre alphabétique, avec sa référence pour pouvoir la retrouver facilement sur les étagères, avec quelques indications de culture et le tarif. Ce lieu est devenu le conservatoire d’un riche patrimoine de plantes pouvant être cultivées sous les latitudes de la Belgique.

### Les cours théoriques de jardinage, de greffage et de taille
Tous les premiers dimanches du mois, Gilbert Cardon détaille pendant 2 h les travaux à faire au potager et met en valeur la culture et l'usage de variétés anciennes, tout en amusant l’auditoire avec sa vision des choses : « Je préfère manger de la merde à plusieurs, que du bio tout seul ! ». Les visiteurs viennent de Belgique, de France et d’autres coins d’Europe,,. A  la fin de la séance, les participants peuvent acheter des semences, le règlement en monnaie se faisant dans une caisse en bois sans que quiconque ne vérifie. C’est aussi l’occasion de dons et d’échanges de jeunes plants entre les participants. Un cours de greffage est proposé tous les ans, avec l’association Les Croqueurs de Pomme. Un cours de taille est également proposé au printemps. La méthode préconisée est celle de la taille en vert, ou taille douce, aux beaux jours de printemps et d’été, inspirée de la taille Lorette.
Une bibliothèque, composée de 2 000 ouvrages, comprend des livres de plantes, de cuisine, de santé, d’écologie, de jardinage naturel, d’agriculture écologique. Les livres sont disponibles en prêt gratuit pour les adhérents.
Les réalisations de Gilbert et Josine ont inspiré d'autres projets, notamment à la ferme du Bec-Hellouin et à l'association Graines de Troc.